# إريك ناومن
إريك ناومن (و. 1905 – 1951 م) هو ضابط من الإمبراطورية الألمانية، وألمانيا النازية، ولد في مايسن، كان عضوًا في الحزب النازي، كان عضوًا في كتيبة العاصفة، وشوتزشتافل، توفي عن عمر يناهز 46 عاماً، بسبب شنق.

## الخدمة العسكرية
خدم في فافن إس إس.